# Fabryka Tytoniu Fajwela Janowskiego
Fabryka Tytoniu Fajwela Janowskiego – fabryka papierosów, cygar i tabaki, istniejąca w latach 1889-1939 w Białymstoku przy ulicy Warszawskiej 39.

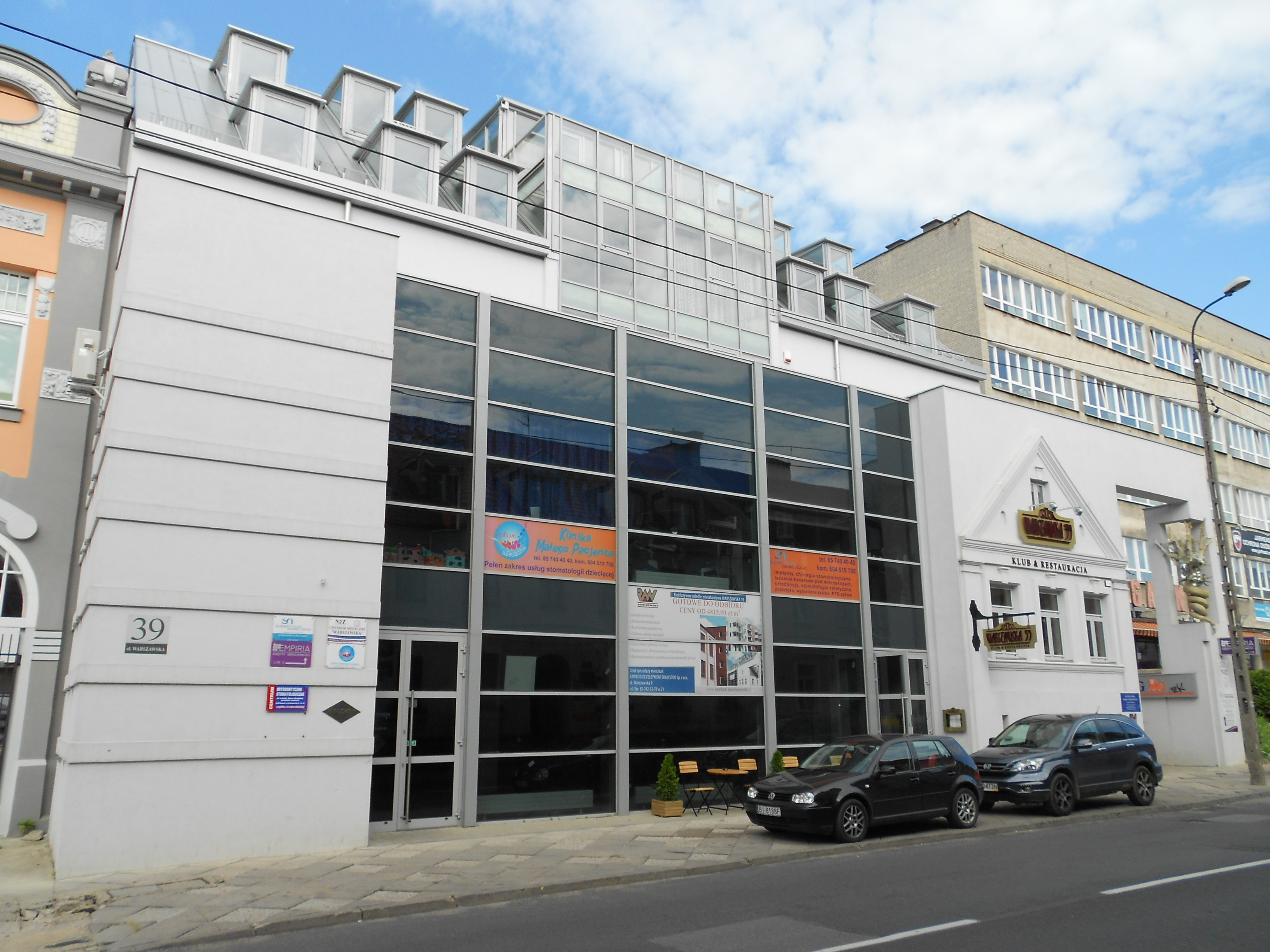
Obecny budynek Fabryki Tytoniu

## Opis
Fabryka zatrudniała głównie kobiety pochodzenia żydowskiego. W 1896 roku pracownice fabryki protestowały przeciwko złym warunkom pracy i niskim zarobkom poprzez dobrowolnie zgłoszenie się do policyjnego aresztu, aby otrzymać usprawiedliwienie za niestawienie się w pracy.
Współcześnie w zabudowaniach fabryki mieszczą się lofty wchodzące w skład zamkniętego kompleksu mieszkaniowego. Budynek Fabryki Tytoniu Fajwela Janowskiego jest jednym z punktów otwartego w czerwcu 2008 r. Szlaku Dziedzictwa Żydowskiego w Białymstoku opracowanego przez grupę doktorantów i studentów UwB – wolontariuszy Fundacji Uniwersytetu w Białymstoku.